# Cervalobélophilie

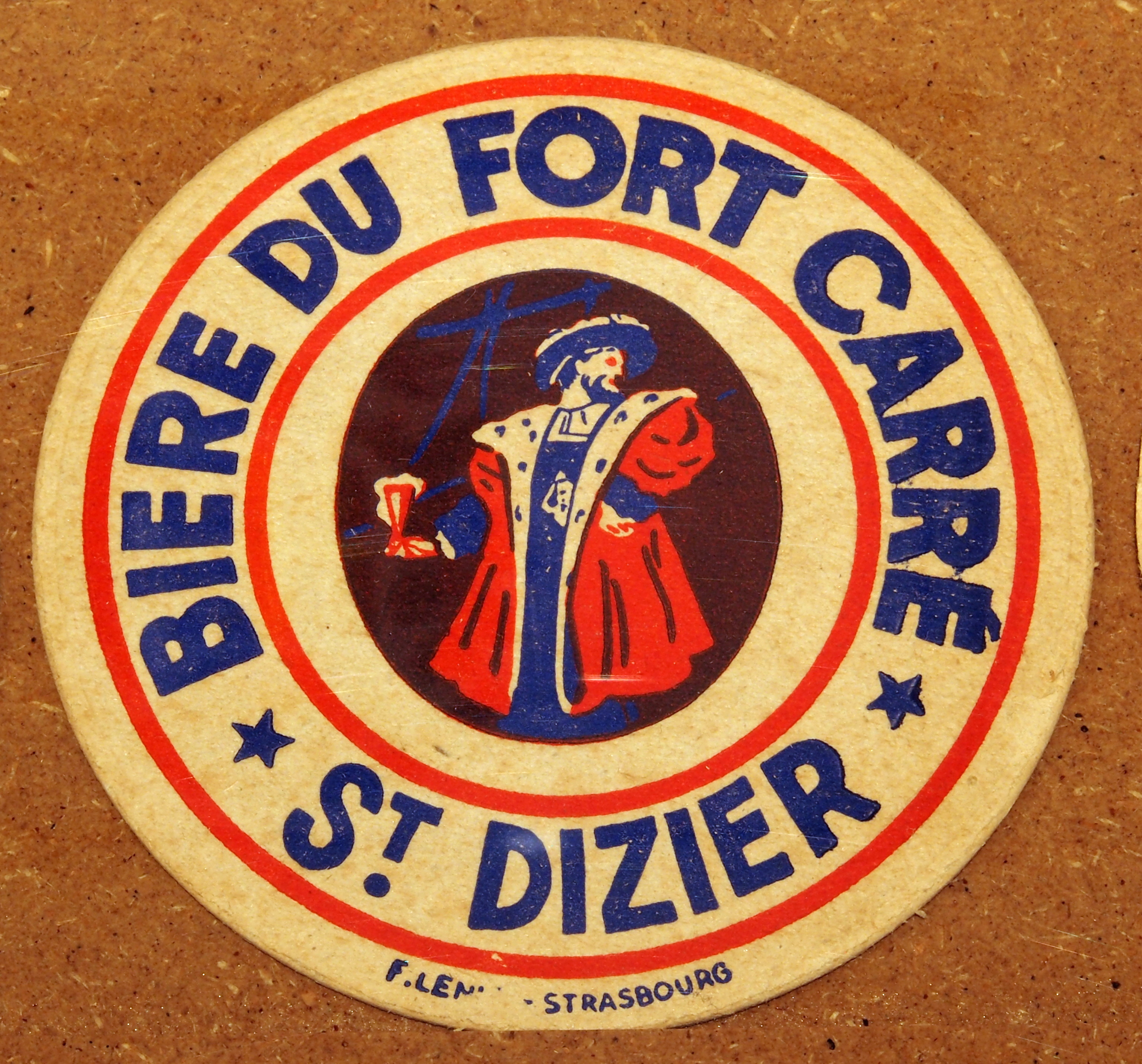
Sous-bock ancien de la bière du Fort-Carré, à Saint-Dizier.

La cervalobélophilie, qui est une sous-catégorie de la tégestophilie, est le fait de collectionner les étiquettes de bière et/ou les sous-bocks.
Pour la plupart des collectionneurs, les étiquettes sont répertoriées par pays, par brasserie et par année. Cependant, il est aussi fréquent de rassembler toutes les variantes d'une même marque de la même brasserie, pour voir l'évolution dans le temps. Idéalement, le collectionneur recherche et possède l'étiquette, sa contre-étiquette et sa collerette lorsqu'elles sont présentes, afin d'être complet et préfère une étiquette neuve ou une étiquette parfaite.
La 7e Réunion mondiale de collectionneurs d'objets de brasserie (BCWC, Brewery Collectibles World Convention) se tiendra en France, en Alsace, en Juin 2025. La 6e reunion BCWC était au Pérou en 2023.